# Municipio de Dry Fork (Arkansas)
El municipio de Dry Fork (en inglés: Dry Fork Township) es un municipio ubicado en el condado de Carroll en el estado estadounidense de Arkansas. En el año 2010 tenía una población de 292 habitantes y una densidad poblacional de 4,85 personas por km².

## Geografía
El municipio de Dry Fork se encuentra ubicado en las coordenadas 36°8′53″N 93°29′7″O / 36.14806, -93.48528. Según la Oficina del Censo de los Estados Unidos, el municipio tiene una superficie total de 60.25 km², de la cual 60,25 km² corresponden a tierra firme y (0 %) 0 km² es agua.

## Demografía
Según el censo de 2010, había 292 personas residiendo en el municipio de Dry Fork. La densidad de población era de 4,85 hab./km². De los 292 habitantes, el municipio de Dry Fork estaba compuesto por el 95,55 % blancos, el 1,37 % eran amerindios, el 1,37 % eran de otras razas y el 1,71 % eran de una mezcla de razas. Del total de la población el 3,08 % eran hispanos o latinos de cualquier raza.